# Аба (Нигерия)
Аба (на английски: Aba) е град в щата Абия, югоизточна Нигерия, разделен на две административни зони – Аба-север и Аба-юг. Населението му е около 534 000 души (2006), главно от етническата група игбо.
Разположен е на 205 метра надморска височина в крайбрежната низина на Гвинейския залив, на 50 километра североизточно от Порт Харкорт и на 75 километра северно от брега на Атлантическия океан. Градът се развива в началото на XX век, след като през 1901 година там е създаден британски военен пост, а през 1915 година е построена железопътна линия до Порт Харкорт. Като е един от главните градове на Биафра, той е тежко засегнат от Нигерийската гражданска война в края на 60-те години.
Аба се намира в северозападния край на главните нигерийски нефтодобивни полета. Други важни стопански дейности са текстилната промишленост и производството на палмово масло.